# 김준수 (국악인)
김준수(1991년 9월 27일 ~ )는 대한민국의 국악인이다.

## 학력
- 중앙대학교 전통예술학부 학사

## 출연작

### 방송
- 《현역가왕2》 (MBN) TOP 5
- 《풍류대장 - 힙한 소리꾼들의 전쟁》(JTBC) TOP 2[준우승]
- 《불후의 명곡 - 전설을 노래하다》(KBS2)
- 《너의 목소리가 보여 시즌 3》 (Mnet)

### 드라마
- 《조선미인별전》 (KBS1, 2018년) - 김생 역

## 수상
- 2021 KBS 국악대상 판소리상 및 대상 수상
- 2020 문화체육관광부장관 표창 수상(문화 창달 기여 인정)
- 2019 국립중앙극장장 표창 수상
- 2017 문화체육관광부장관 표창 수상(문화·예술 분야 국악 부분)
- 2017 제4회 중강국악상 수상
- 2015 제18회 남도민요전국경창대회 일반부 대상(문화체육관광부장관상)
- 2013 제33회 국립국악원 온나라 국악경연대회 일반부 금상
- 2013 제29회 동아국악콩쿠르 판소리 일반부 금상
- 2012 제28회 동아국악콩쿠르 판소리 일반부 은상
- 2011 제10회 빛고을 전국 국악경연대회 판소리 일반부 대상 및 종합대상
- 2010 제13회 남도민요전국경창대회 신인부(단체) 최우수상(한국국악협회이사장상)
- 2010 국립창극단 '내일의 소리, 내일의 명창' 선정
- 2009 제17회 임방울국악제 학생부 고등부 금상
- 2009 국립극장 '차세대 명창' 선정
- 2007 제10회 남도민요전국경창대회 고등부 대상(한국문화예술위원회원장상)

## 같이 보기
- 국악
- 신영희
- 안숙선
- 남상일
- 유태평양